# ЖСК Славия
ЖСК Славия е български футболен клуб, създаден през януари 1969 г. от обединение на Славия (София) и Локомотив (София). Клубът просъществува две години и половина до лятото на 1971 г., когато двата отбора се разделят и продължават самостоятелното си съществуване.

## История
В началото на 1969 г. с решение на ЦК на БКП спортните дружества в България минават от териториален на ведомствен принцип. Следват редица сливания между отбори. На 25 януари 1969 г. насилствено са обединени Славия (София) и Локомотив (София) под името ЖСК Славия.
Обединеният клуб продължава участието си в А група през сезон 1968/69 с актива от точки, спечелен от Славия, а първенството завършва с 15 отбора. ЖСК Славия играе домакинските си мачове на стадион „Славия“, треньор остава Добромир Ташков, водил дотогава Славия, а в състава доминират футболисти на „белите“. От Локомотив (София) в новосформирания тим са включени Никола Котков, Атанас Михайлов, Тодор Колев, Ивайло Георгиев, Георги Христакиев, Атанас Геров, Георги Манолов, Борис Ангелов. Несъгласен с обединението през лятото на 1969 г. Котков преминава в Левски (София), а легенди на „железничарите“ като Иван Деянов и Спиро Дебърски са принудени да приключат кариерите си.
През сезон 1968/69 ЖСК Славия завършва на 5-о място в А група. През 1969/70 печели бронзовите медали в първенството, а през 1970/71 финишира на 6-а позиция. ЖСК Славия просъществува до 16 август 1971 г. След протести от страна на привържениците е взето решение Славия и Локомотив (София) отново да бъдат разделени. Двата клуба участват самостоятелно в А група през сезон 1971/72. Активът, спечелен от ЖСК Славия през двете години и половина на съществуване, е прибавен към този на „белите“.

## Треньори на ЖСК Славия
| Име             | От            | До            |
| --------------- | ------------- | ------------- |
| Добромир Ташков | януари 1969   | декември 1969 |
| Атанас Пържелов | декември 1969 | декември 1970 |
| Георги Берков   | декември 1970 | август 1971   |